# Кемялген
Кемялге́н (калм. Кемәлhн) — поэтическое повествование по кости, специфический фольклорный жанр калмыцкого народного творчества. Важнейшим и необходимым элементом исполнения кемялгена является двадцать пятый позвонок овцы.

## История
Существует легенда, что калмыцкая ханша Дада интересовалась различными историями. Однажды она узнала, что есть молодой чабан, который рассказывает истории с помощью двадцать пятого позвонка овцы. Переодевшись в одежду простой калмычки, она посетила хотон чабана и сварила ему баранью тушу. Пригласив чабана, ханша Дада выложила перед ним куски мяса и попросила чабана рассказать ей историю калмыцкого народа.
Считается, что повествование этого чабана, описавшего историю калмыцкого народа с помощью двадцать пятого позвонка овцы, передавалось через поколения и сохранилось до нашего времени.
Жанр Кемялген был подробно исследован фольклористом и народным поэтом Калмыкии Санджи Каляевым.

## Употребление
Во время кемялгена, который часто происходит при публике, ведётся диалог вокруг двадцать пятого позвонка овцы, который якобы случайно попал в руки беседующих. Этот позвонок имеет 12 больших изгибов и около сотни мелких деталей. Участники кемялгена, ведя диалог между собою, иносказательно объясняют в поэтической форме их значение.
Данный жанр представляет собой мнемотехническое средство передачи истории и культуры калмыцкого народа. Калмыцкие дети с самого детства должны были заучивать наизусть значение изгибов позвонка со слов своих родителей. Символическое объяснение этих изгибов был своеобразным экзаменом на знание истории и культуры своего народа.
Во время брачного обряда знание женихом двадцать пятого позвонка овцы рассматривалось родителями невесты как знак зрелости молодого человека и было свидетельством знания женихом калмыцких обычаев. Во время свадебного пира родители невесты незаметно подкладывали кусок мяса с двадцать пятым позвонком и потом просили жениха объяснить им значение изгибов кости.
В других случаях во время кемялгена между собеседниками вёлся своеобразный спор на знание значений изгибов позвонка и лучшее символическое их объяснение. Если один из собеседников хорошо знал значения позвонка, то в конце обряда в его честь другой собеседник произносил йорял.

### Названия
Баранья кость, расположенная за двадцать четвёртым позвонком перед конечной костью и имеющая около сотни крупных и мелких выступов и изгибов, называется Крепостью Эрдени. Беседующие во время кемялгена пытаются с помощью этих изгибов в поэтической форме описать мифологию и историю калмыцкого народа.
Наиболее выдающиеся изгибы и выступы овечьей кости имеют свои названия:
- Серая гора;
- Крылья беркута;
- Клык мерина;
- Лоб смуглого богатыря;
- Красная река Урумбли;
- Серебряное седло;
- Седалище женщины-мастерицы;
- Резец мастерового человека.

## Пример кемялгена
«- Росла она позади двадцати четырёх позвонков.

Росла впереди кости, известной под названием «копчик».

Заключено в ней двенадцать признаков мудрости.

Именуется «ара хара ясан».

Про эти двенадцать признаков мудрости

Мы и просим Вас, уважаемый брат, рассказать.

- Ладно, я согласен.

 Начинается  диалог.

- Это как называется?

- Серая гора.
- Почему серая гора?

- Нет, я ошибся. Это – благодатная гора, редкая гора.

- Почему благодатная, редкая гора?

- Именно потому, сказывают, благодатная гора, редкая гора, что люди, зимующие на южном склоне, живут в изобилии сала и масла, а зимующие на северном – живут в изобилии айрана и чигяна.

- О, замечательная гора! Гора-покровительница! А это как называется?

- Крыло царь-птицы орла.

- Почему крыло царь-птицы орла?

- Нет, я ошибся. Это крыло быстролётного, удачливого беркута.

- Почему крыло быстролётного, удачливого беркута?

- Именно потому, сказывают, что, охотясь, облетает он южный склон благодатной горы ещё до полудня, а северный склон облетает до вечера.

- О, удивительная быстрая птица.

(И так далее…)». 

## В искусстве
В 1988 году вышел фильм «Гадание на бараньей лопатке» латвийского кинорежиссёра Ады Неретниеце по сценарию Олега Манджиева.

## Источник
- Научно-справочное пособие/ Санджи Каляевич Каляев, под редакцией Эльдышева Э.А., Элиста, 2004, стр. 222-241
- Басангова, Т. Г., Мифология жанра «рассказывание по кости» у калмыков/ «Народы Прикаспийского региона : диалог культур», международная научно-практическая конференция (29-31 мая 2009 г. ; Элиста)/ Народы Прикаспийского региона : диалог культур : материалы Международной научно-практической конференции., Элиста, 2009, стр.158 — 161
- Борджанова (Басангова) Т. Г. Обрядовая поэзия калмыков (система жанров, поэтика) на рус. и калм. яз., Элиста, Калмыцкое книжное издательство, 2007., 592 стр., ISBN 978-5-7539-0569-7.
- Каляев С. К., Кемялгн, Записки Калмыцкого НИИЯЛИ, Элиста, 1960 г., вып. 1, стр. 103 - 108.
- Эрендженов К., Золотой родник, Элиста, Калмыцкое книжное издательство, 1985, стр. 8 — 15.
- Эрдниев У. Э., Максимов К. Н., Калмыки, Элиста, Калмыцкое книжное издательство, 2007, стр. 342—343, ISBN 978-5-7539-0575-8